# Estola alternata
Estola alternata är en skalbaggsart som beskrevs av Stefan von Breuning 1940. Estola alternata ingår i släktet Estola och familjen långhorningar. Inga underarter finns listade i Catalogue of Life.